# 南张站
南张站位于河北省石家庄市井陉县秀林镇南张村，是石太铁路上的一个铁路车站，始建于1905年，距离太原站179公里，距离石家庄站51公里，隶属于北京铁路局，现为三等站。